# Zythos turbata
Zythos turbata là một loài bướm đêm trong họ Geometridae.

## Hình ảnh

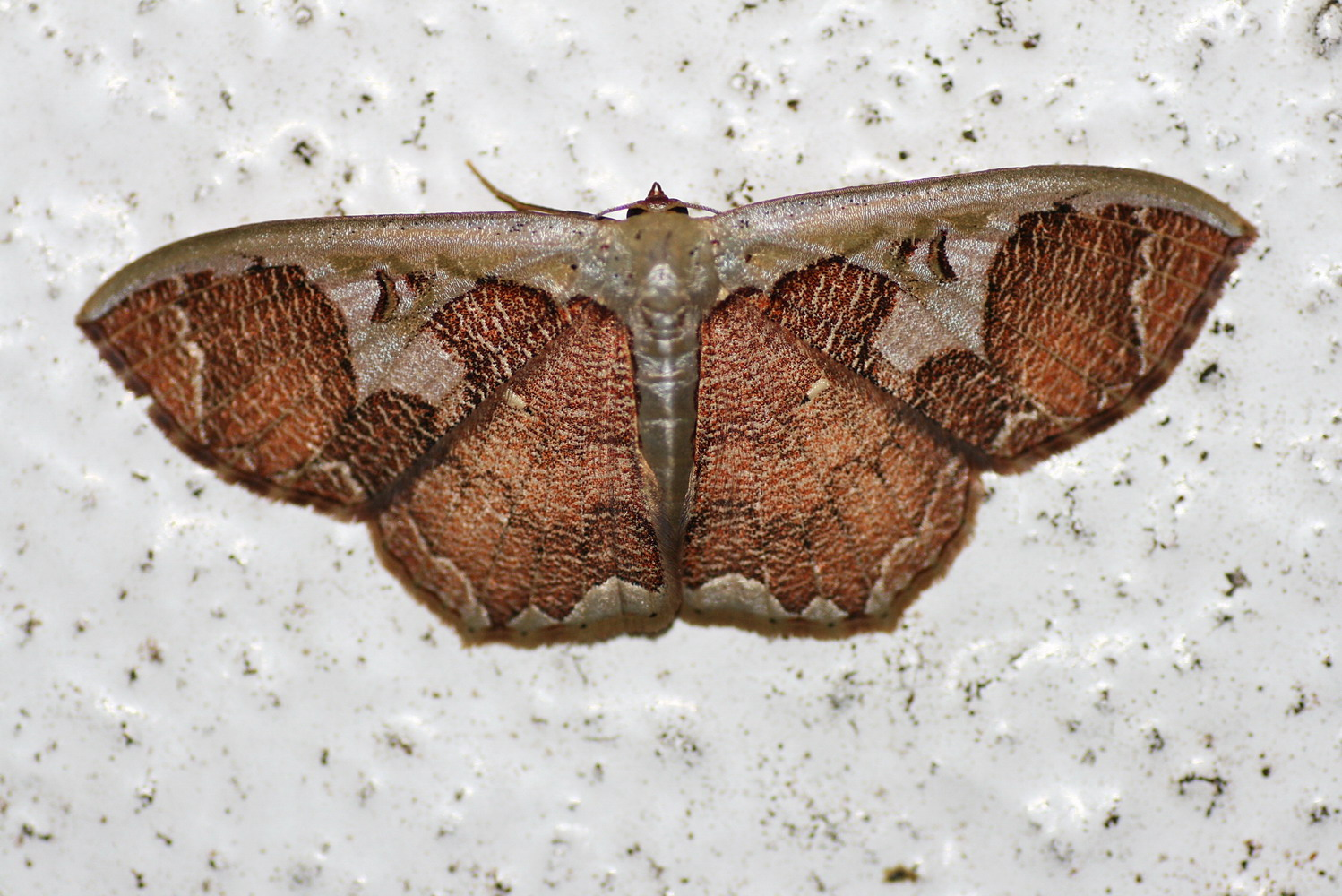